# Coppa Città di Sesto San Giovanni 2012
Coppa Città di Sesto San Giovanni 2012 – zawody lekkoatletyczne w chodzie sportowym, które odbyły się 17 czerwca w Sesto San Giovanni.
Impreza zaliczana była do cyklu IAAF Race Walking Challenge w sezonie 2012.

## Rezultaty

### Mężczyźni
| Konkurencja:  | 1. miejsce   | Rezultat | 2. miejsce     | Rezultat | 3. miejsce    | Rezultat |
| Chód na 20 km | Eder Sánchez | 1:24:52  | Piotr Trofimow | 1:25:22  | Yūsuke Suzuki | 1:26:42  |

### Kobiety
| Konkurencja:  | 1. miejsce        | Rezultat | 2. miejsce      | Rezultat | 3. miejsce     | Rezultat |
| Chód na 20 km | Tatjana Sibiliewa | 1:30:35  | Olive Loughnane | 1:31:33  | Claire Tallent | 1:32:30  |